# Nikolaus Christoph Lyncker

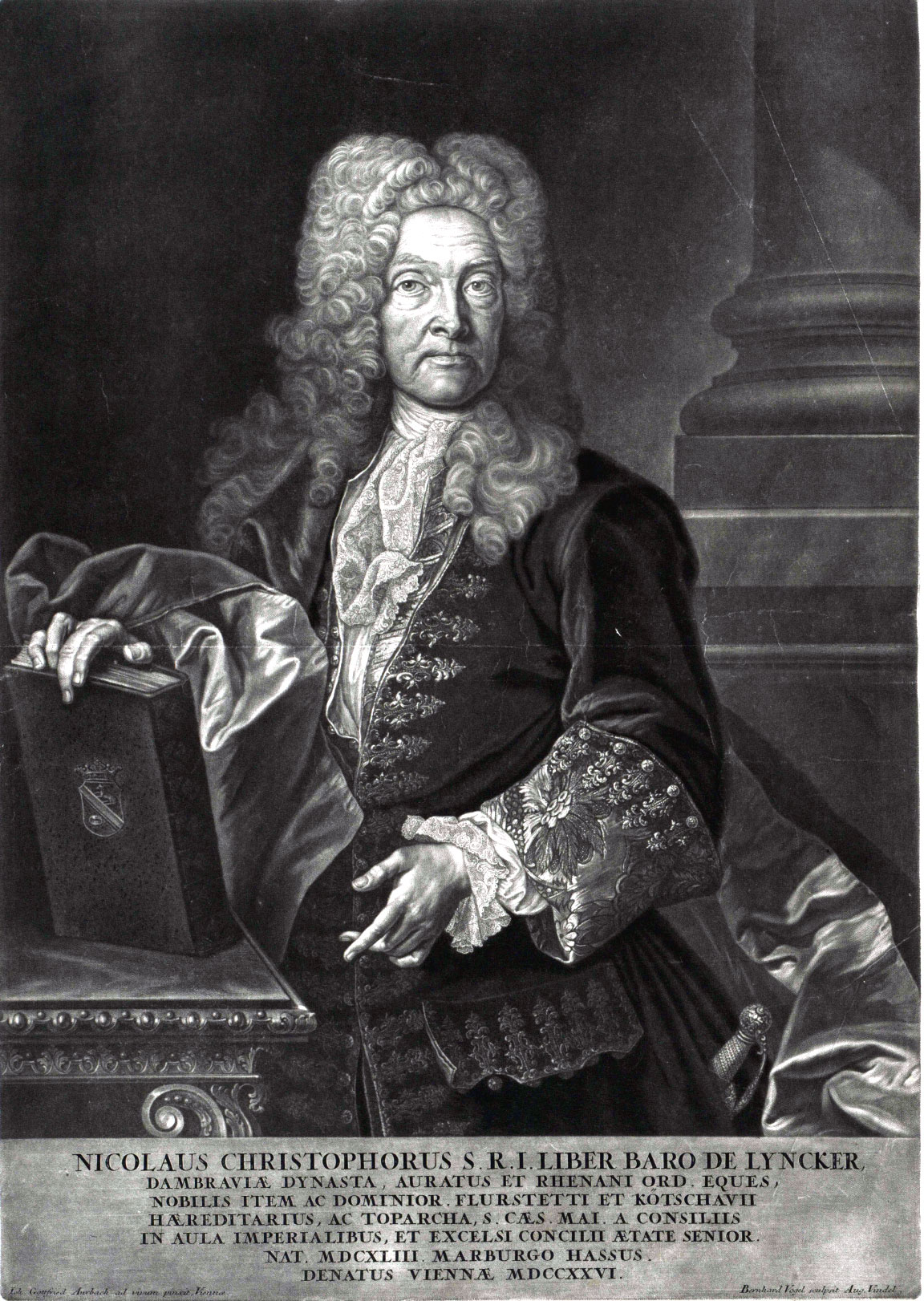
Nikolaus Christoph von Lyncker

Nikolaus Christoph Freiherr von Lyncker (* 1. April 1643 in Marburg; † 28. Mai 1726 in Wien) war ein deutscher Professor für Jura in Gießen und in Jena und später Reichshofrat in Wien.

## Leben und Wirken
Nikolaus Christoph Freiherr von Lyncker war der erste Sohn des hessischen Universitätsrentmeisters Aegidius Lyncker († 1678); er kam in Marburg zur Welt. Seine Familie lässt sich ununterbrochen bis in das 13. Jahrhundert zurückverfolgen und stammt aus Oberhessen und Wetterau.
In Gießen besuchte er das Gymnasium. Im August 1659 studierte er in Gießen, Jena, Marburg Philosophie, Sprachen, Rechtswissenschaft. Als 1662 seine Studien abgeschlossen waren, unterrichtete er Adelige in einer Schule. Am 15. Mai 1664 legte er die Litentiaten-, einem früheren theologischen Hochschulabschluss, und am 30. Juni 1668 seine Doktorprüfung in Gießen erfolgreich ab.

### Akademische Laufbahn
Sein erstes Werk Protribunalia, das 1669 und später drei Auflagen erlebte, widmete er dem Landgrafen Ludwig. Am 3. Juli 1670 war er zunächst außerordentlicher Professor für Staats- und Lehnrecht an der Universität in Gießen. Im Dezember 1673 folgte er einer Einladung des Herzogs Johann Georg als Hof- und Regierungsrat nach Eisenach und übernahm im Mai 1677 die Stelle des Rechtsprofessor Johann Strauch, als dieser emeritiert wurde, und wurde Beisitzer am Schöppenstuhl und Hofgerichtsassessor. Nach dem Rücktritt des Professors Georg Adam Struve erhielt Nikolaus Christoph Lyncker zusätzlich den Lehrstuhl über Dekretale, jenem Fachgebiet über päpstliche Entscheidungen und wurde unter den Professoren in Jena Primarius. Ende 1677 schlichtete er als Kaiserlicher Kommissar in Quedlinburg erfolgreich die Streitigkeiten zwischen dem brandenburgischen und braunschweigisch-lüneburgischen Hofe und wurde danach als sächsischer Abgeordneter an das Reichskammergericht in Speyer geschickt. 1681 beauftragte Herzog Friedrich I. von Sachsen-Gotha-Altenburg ihn mit einer Rechtssache in Straßburg, die er erfolgreich abwickelte, so dass er vom Herzog im März 1682 in Wien eingeführt und 1683 Vormundschaftsrat wurde. Am 17. Januar 1687 erhielt er in Weimar den Titel eines Geheimrats. Zudem beteiligte sich Lyncker auch an den organisatorischen Aufgaben der Jenaer Salana und war im Sommersemester 1684 Rektor der Alma Mater.

### Eklat am kaiserlichen Hofe in Wien 1687
Als Herzog Johann Georg 1686 starb, musste er im Sommer 1687 nach Wien reisen, um für die Herzöge von Sachsen-Eisenach und -Weimar das Investiturrecht ihrer Länder zu empfangen. Am kaiserlichen Hofe wurde er zunächst wegen seiner bürgerlichen Herkunft nicht zugelassen und es entstand ein Zeremonie- und Etikettestreit mit umfangreichen Schriftenwechsel, der sich über Wochen hinzog und in der Nikolaus Christoph Lyncker sich durch Schlussfolgerungen als auch durch Aufzählungen von Präzedenzfällen am 15. September durchsetzen konnte. Sein sechsspänniger Staatswagen wurde von der Schweizer Garde empfangen und durfte in der kaiserlichen Hofburg halten, wo die feierliche Belehnung stattfand.

### Ämter und Würden
Am 7. Oktober 1688 verlieh ihm der Kaiser den Reichsadelstand. Es folgten weitere Auszeichnungen. Am 10. Juli 1695 erhielt er den Titel eines Konsistorialpräsident in Jena. Am 7. August 1700 wurde er in den Freiherrnstand erhoben und am 23. August 1701 bekam die höchste Auszeichnung in Weimar, die eines Geheimratspräsidenten in Weimar, die gleichzeitig die Oberaufsicht über die Universität in Jena beinhaltete. Am 17. März 1707 wurde er zum Reichshofrat in Wien ernannt.
In den letzten Lebensjahren war Nikolaus Christoph Freiherr von Lyncker sehr gebrechlich. Er starb am 28. Mai 1726 in Wien im Alter von 81 Jahren und wurde im damaligen Kloster Montserrat bei den Schwarz-Spaniern bestattet. Die Grabinschrift in lateinischer Sprache hatte er noch wenige Jahre vorher selber verfasst.

### Familie
Nikolaus Christoph Lyncker heiratete 1676 die Tochter des sächsischen Leibarztes Margaretha Barbara Widmarkter (* 21. Dezember 1653 in Eisenach; † 13. Januar 1695 in Jena). Aus der Ehe gingen mehrere Kinder hervor, von denen der älteste Sohn Justizratspräsident Ernst Christian Lyncker (1685–1750) aus der Ehe mit Wilhelmina Friderica Elisabetha Freiin von Seckendorf (* 25. September 1706) mit sechs Söhnen die Linie fortsetzte. Alle sechs Söhne gelangten bei verschiedenen Fürsten zu hohen Ämtern. Von den weiteren Kindern kennt man Wilhelm Ferdinand von Lyncker, Gustav Ludwig von Lyncker, Janette Maria von Lyncker verh. Hendrich, Eleonore Sophie von Lyncker und Philippine Henriette von Lyncker.

## Bekannte Bildnisse
Von Nikolaus Christoph Freiherr von Lyncker existieren vier Porträts als Kupferstiche, die von den Künstlern Peter Schenk, von Krügerer, E. Heinzelmann und Bernhard Vogel angefertigt wurden. Der Medailleur Christian Wermuth prägte auch eine Gedenkmünze, auf deren Vorderseite Lynckers Brustbild und auf der Rückseite das Lynckerische Wappen mit dem Leitspruch Virtute oculi in manus zu sehen ist.

## Bedeutung
Zu seinen Lebenszeiten galt Nikolaus Christoph Freiherr von Lyncker als profunder Kenner der Jurisprudenz in fast allen Gebieten und als Vermittler in schwierigen Fällen zu Hof. Seine zahlreichen 193 umfassenden Schriften galten noch lange nach seinem Tode als rechtsverbindliche Interpretationen insbesondere des Staatsrechts, in denen er sich vom römischen Recht beeinflussen ließ. Von seinen reichskammergerichtlichen Schriften war namentlich Über die Extrajudicial-Appellation weit verbreitet. Er gilt als einer der Gründer der modernen Rechtswissenschaften, die Ende des Dreißigjährigen Krieges grundlegend reformiert wurde.
Von 1710 bis 1715 gab er Rechtsgutachten heraus, in denen Gutachten über Strafprozesse, aber auch zu Erbstreitigkeiten, Geldgeschäften oder Schadenersatzklagen erhalten waren. Da stets auch die Namen der Beteiligten genannt wurden, erschließt sich hier eine interessante Quelle für die Adelsforschung, die allerdings ohne lateinische Sprachkenntnisse nicht leicht zu bewältigen ist.

## Schriften
- Karoli Sylbindi Nicei Monita Plusquam Quinque Millia. 1717 (Digitalisat)
- Protribunalia Lynckeriana. Nürnberg 1669, 2. Auflage. 1732, 3. Auflage. 1737. (Digitalisat der Ausgabe Monath, Nürnberg 1723)
- De gravamine extraiudiciali et quatenus ab illo provocare liceat: tractatus. 1672, 2. Auflage. 1697, 3. Auflage. 1737. (Digitalisat der Ausg. Werther, Jena 1692)
- Libertas statuum imperii, Et quae perperam libertatis eius esse dicuntur. 1686. (Digitalisat der Ausg. Werther, Jena 1707)
- De eo quod justum est circa personas alienae religionis. Werther, Jena 1691.
- Instructorium Forense Lynckerianum, Ad Univers. Omnium Scientiar. Complexum, Et Cumprimis Solidam Cuiusque Iuris Omnemque Reliquam Prudentiam, Qua Rebus Publicis Prospicimus, Directum: Ut Ductum Eius Secutus In Toga Ad Summa Quaelibet Eniti Et Cum Excellentia Prae Caeteris Radiare Possit: A.O.R. MDCXC. Consignatum, Et Iustis De Causis Cum Amicis Interioris Admissionis Communicatum. 1690, 2. Auflage. 1698, 4. Auflage. 1756. (Digitalisat der Ausg. 1698)
- Consilia seu responsa, quibus insignes et difficiles casus, rerum tam privatarum quam publicarum, ex omnigeno, et tum sacro tum profano jure, varia doctrina graviter et exacte deciduntur. Werther, Jena 1704. (Digitalisat)
- Resolutiones DCC disciptationum forensium per praejudicia avthentica ad rationes praecipuas litigantium ex regestis. Bielck, Jena 1713. (Digitalisat)
- Rerum in Sseren. Ducum Saxoniae Dicasteriis Jenensibus Decisarum, Centuriae Qvinqve. Bielck, Jena 1700–1721. (Digitalisat Band 1), (Band 2), (Band 3)
- Series codicis Iustinianei. 1725.
- Novellarum Iustiniani exegesis methodo. 1726.